# فوکالت (دهانه)
فوکالت یک دهانه برخوردی در ماه‌ است.